# Thorsten Rinman den äldre
Thorsten Rinman, född 15 september 1877 i Göteborg, död där 15 april 1943, var en svensk sjökapten och tidningsredaktör.
Vid femton års ålder gick han till sjöss och seglade och gick med norska och brittiska segelfartyg på djupvattenfart. 1897–1898 genomgick han Göteborgs navigationsskola och avlade 1898 sjökaptensexamen. Efter att ha seglat som styrman och befälhavare med fartyg på olika trader var han 1906–1942 kamrer vid Robert Dicksons stiftelse i Göteborg. 1908–1930 redigerade han den av honom startade Nautisk tidskrift, dessutom var han 1909–1941 redaktör för sjöfartsavdelningen i Göteborgs Handels- och Sjöfarts-Tidning. Rinman var en av initiativtagarna till Nordisk fartygsbefälskongress och 1912–1918 dess ordförande. 1936–1941 var han ordförande i Publicistklubbens västra krets.
Thorsten Rinman var son till Engelbert Rinman och bror till Erik B., Johannes och Axel Rinman. Han var gift med Ulla Rinman (1876–1960), född Kylberg, och far till Ture Fredrik Rinman (1906–1987) samt farfar till journalisten och sjökaptenen Thorsten Rinman d y (1934–2017).